# Rob Lelieveld
Rob Lelieveld (25 november 1945) is een Nederlands voormalig voetballer die als aanvaller speelde.
Lelieveld kwam van VV Union en brak door bij N.E.C.. Nadien speelde hij nog voor De Graafschap en Helmond Sport.